# Glasbiator
Glasbiator je bila rubrika nedeljske oddaje NLP na Televiziji Slovenija v letu 2010, ki jo je vodil Andrea F. Namenjena je bila mladim, še neuveljavljenim izvajalcem brez založniške pogodbe, ki pred tem še niso izdali lastnega tržno dostopnega nosilca zvoka. V redakciji so za vsak teden izbrali dva, ki sta se v oddaji predstavila v živo z avtorskim komadom. Gledalci so s telefonskim glasovanjem izbrali zmagovalca tedna, tisti tedenski zmagovalec, ki je v svojem dvoboju prejel največ glasov, pa je postal zmagovalec meseca. Mesečni zmagovalci so se pomerili v četrtfinalih, sledila sta 2 polfinala in finale, v katerem so slavili TrainStation.
| #                                   | Datum   | Izvajalec I                    | Izvajalec II             |
| ----------------------------------- | ------- | ------------------------------ | ------------------------ |
| 1.                                  | 10. 1.  | Diverso                        | J.A.M.                   |
| 2.                                  | 17. 1.  | Proteus Noir                   | Notterdam                |
| 3.                                  | 31. 1.  | Vertum                         | White Stain              |
| Zmagovalci januarja: Notterdam      |         |                                |                          |
| 4.                                  | 7. 2.   | TrainStation                   | Lybra                    |
| 5.                                  | 14. 2.  | Radiostorm                     | Firefly                  |
| 6.                                  | 21. 2.  | Equilibrium                    | Arthem                   |
| 7.                                  | 28. 2.  | Pastichon                      | Čist Mim                 |
| Zmagovalci februarja: TrainStation  |         |                                |                          |
| 8.                                  | 7. 3.   | DiFaso                         | Flyspoon                 |
| 9.                                  | 14. 3.  | Momento                        | Deck Janiels             |
| 10.                                 | 21. 3.  | Luminodoche                    | The Ghen                 |
| 11.                                 | 28. 3.  | Vivjana in Robert Vatovec Band | Way Down                 |
| Zmagovalci marca: The Ghen          |         |                                |                          |
| 12.                                 | 4. 4.   | Smokin' Blue                   | Martin Ramoveš Band      |
| 13.                                 | 11. 4.  | Dismissed                      | Uroš Planinc group       |
| 14.                                 | 18. 4.  | Aperion                        | Low peak Charlie         |
| 15.                                 | 25. 4.  | The Maff                       | Dandelion Children       |
| Zmagovalci aprila: Low peak Charlie |         |                                |                          |
| 16.                                 | 2. 5.   | Bataljon                       | Ashton's Kitchen         |
| 17.                                 | 9. 5.   | Blu.Sine                       | Liquf                    |
| 18.                                 | 16. 5.  | Frezzas                        | Matic Lukšič             |
| 19.                                 | 23. 5.  | Negative Two                   | Zen                      |
| 20.                                 | 30. 5.  | Art Music Orchestra            | BlekSheep                |
| Zmagovalci maja: Zen                |         |                                |                          |
| 21.                                 | 6. 6.   | Tik - Taw                      | Invite                   |
| 22.                                 | 26. 9.  | Kalaia                         | Incident                 |
| Zmagovalci junija/septembra: Kalaia |         |                                |                          |
| 23.                                 | 3. 10.  | Crossfire                      | Nik Mars                 |
| 24.                                 | 10. 10. | Free For Cash                  | The Closhers             |
| 25.                                 | 17. 10. | Moonshine olive                | Kristina - Kitty Rajgelj |
| 26.                                 | 24. 10. | 500 m                          | Umbilikal                |
| 27.                                 | 31. 10. | Blackout                       | Stara šula               |
| Zmagovalec oktobra: Nik Mars        |         |                                |                          |

Četrtfinali
Poleg 7 mesečnih zmagovalcev so se po izboru redakcije NLP v četrtfinale uvrstili tudi Blu.Sine.
| Četrtfinale | Datum   | Izvajalec I | Izvajalec II     |
| ----------- | ------- | ----------- | ---------------- |
| 1           | 7. 11.  | Blu.Sine    | Kalaia           |
| 2           | 14. 11. | Notterdam   | The Ghen         |
| 3           | 21. 11. | Zen         | Low peak Charlie |
| 4           | 28. 11. | Nik Mars    | TrainStation     |

Polfinala
| Polfinale | Datum   | Izvajalec I  | Izvajalec II     |
| --------- | ------- | ------------ | ---------------- |
| 1         | 5. 12.  | TrainStation | Notterdam        |
| 2         | 12. 12. | Blu.Sine     | Low peak Charlie |

Finale
V finalu je slavila brežiška skupina TrainStation. O zmagovalcu so odločali glasovi voditelja rubrike Andrea F, gostujočega uveljavljenega glasbenika in gledalcev (SMS-glasovanje). Prejeli so 32.059 sporočil (TrainStation so jih prejeli 28.848). Skupina je za nagrado dobila možnost izdaje maksi singla pri ZKP RTV Slovenija.
| Datum   | Izvajalec I  | Izvajalec II |
| ------- | ------------ | ------------ |
| 19. 12. | TrainStation | Blu.Sine     |